# Игуманија Анастасија (Спасојевић)
Анастасија Спасојевић (Угљевик, 10. јун 1937 — Манастир Грабовац, 26. јануар 2016) била је игуманија Манастира Грабовац.

## Биографија
Игуманија Анастасија (Вида) Спасојевић рођена је 10. јуна 1937. године у Угљевику, Република Српска. Још као девојка долази у манастир Нимник (Епархија браничевска) и у њему прима монашку схиму. Година 1970. долази у манастир Грабовац, заједно са рођеном сестром – монахињом Харитином и јеромонахом Дамаскином.  Манастир Грабовац тада постаје женски, а мати Анастасија игуманија. За преко четири деценије њеног управљања, подигнут је нови конак и подигнута мала црква на извору лековите воде.
Игуманија Анастација Спасојевић умрла је 26. јануара 2016. године.